# Ce'irej Cijon
Ce'irej Cijon (hebrejsky: צעירי ציון, doslova Mládí Siónu) bylo socialistické sionistické hnutí mládeže ve východní Evropě a Palestině v 1. polovině 20. století.
První mládežnické sionistické spolky se začaly ve východní Evropě formovat koncem 19. století. V letech 1898-1900 vznikly první skupiny nazvané Ce'irej Cijon v Besarábii v tehdejší Ruské říši (dnes Ukrajina a Moldavsko). V roce 1903 bylo hnutí oficiálně ustaveno a rozšířilo se do celého Ruska. Později také vznikaly jeho pobočky v Rumunsku a Haliči. Hnutí také expandovalo do Polska a po roce 1917 dosáhlo členské základny 40 000. Mnoho z jeho členů se přestěhovalo do tehdejší turecké Palestiny v rámci přistěhovalecké židovské vlny zvané druhá alija. Další členové Ce'irej Cijon přišli do Palestiny (nyní již britský mandát Palestina) během třetí alije. Do jejich řad patřily četné přední osobnosti politického života, které dominovaly i politické scéně nezávislého státu Izrael v jeho prvních dekádách existence.
V roce 1920 se na konferenci v Charkově hnutí rozštěpilo na levicovou a pravicovou frakci. Levicově orientovaní členové se přejmenovali na Cijonim soci'alistim (ציונים סוציאליסטים , Socialističtí sionisté). V mandátní Palestině se tato nová frakce připojila k hnutí Achdut ha-avoda. V roce 1925 se spojili s podobně zaměřeným sionistickým hnutím Poalej Cijon a vytvořili platformu Brit ha-po'alim ha-ivrim soci'alistim Po'alej Cijon - Cijonim soci'alistim (Aliance hebrejských pracujících Dělníci Siónu-Sionističtí socialisté). Menší, pravicové křídlo Ce'irej Cijon se podílelo na vzniku podobného hnutí ha-Po'el ha-ca'ir v mandátní Palestině, se kterým roku 1920 utvořilo alianci zvanou Hitadchut (התאחדות). V roce 1930 se sloučily v mandátní Palestině strany Achdut ha-avoda a ha-Po'el ha-ca'ir a utvořily silnou levicovou stranu Mapaj, která zůstala dominantní politickou silou v Izraeli hluboko do 2. poloviny 20. století.